# Stedelijke gemeenschap van Duinkerke
Stedelijke gemeenschap van Duinkerke (Frans: Communauté urbaine de Dunkerque of Dunkerque grand littoral), is een  Franse intercommunale structuur, opgericht in 1968, bestaande uit de agglomeratie Duinkerke en het aangrenzende (kust)gebied in het Noorderdepartement in de regio Hauts-de-France Het samenwerkingsverband is ontstaan in 1968.

## Samenstelling
De Stedelijke gemeenschap van Duinkerke bestaat uit de 17 deelnemende gemeenten :

De Stedelijke gemeenschap van Duinkerke

| - Armboutskappel - Bourbourg - Bray-Dunes - Duinkerke - Kraaiwijk - Gijvelde | - Grand-Fort-Philippe - Grevelingen - Groot-Sinten - Kapelle - Leffrinkhoeke - Loon-Plage | - Nieuw-Koudekerke - Sint-Joris - Spijker - Téteghem-Coudekerque-Village - Zuidkote |